# Aizenay
Aizenay là một xã ở tỉnh Vendée của Pháp. Aizenay có diện tích 81,06 km2, dân số năm 2006 là 7334 người. Khu vực này có độ cao trung bình 62 m trên mực nước biển.

## Biến động dân số
| Năm | 1962  | 1968  | 1975  | 1982  | 1990  | 1999  | 2006  |
| --- | ----- | ----- | ----- | ----- | ----- | ----- | ----- |
| Dân số | 4 077 | 4 348 | 4 802 | 5 149 | 5 344 | 6 095 | 7 334 |
| From the year 1962 on: No double counting—residents of multiple communes (e.g. students and military personnel) are counted only once. |       |       |       |       |       |       |       |